# Мій будинок на зелених пагорбах
«Мій будинок на зелених пагорбах» — радянський художній фільм 1985 року, знятий режисеркою Асією Сулєєвою на кіностудії «Казахфільм».

## Сюжет
Він такий різний, світ нашого дитинства. Для Армана, маленького героя фільму — це нескінченні луки та білі отари овець, що пасуться на крутих схилах зелених пагорбів, спокійне тепло юрти, стародавня кам'яна баба, на яку щодня прилітає справжній мисливський беркут, розумний пес Актабан, безмежний простір та ясне небо над головою. І раптом цей знайомий світ звузився до розмірів міської школи-інтернату із незвичними законами, незнайомими людьми — Арман пішов у перший клас.

## У ролях
- Санжар Джаксиликов — Арман
- Дімаш Ахімов — Губайдулла
- Мурат Мукашев — Мурат
- Медет Іманкулов — Медет
- Зауреш Абуталієва — Асель
- Кайрат Жилдекбаєв — Серік
- Анвар Боранбаєв — Канат
- Гульнізат Омарова — Улкіха
- Меруерт Утекешева — Даріга Булатовна
- Аубакір Ісмаїлов — Турмаганбет
- Гайнікамал Байкошкарова — Роза
- Нуржуман Іхтимбаєв — Артельбек
- Тамара Кротова — продавчиня
- Ж. Оразалієва — роль другого плану
- Л. Хазова — роль другого плану
- Юрій Карпенко — роль другого плану
- Б. Юсупов — роль другого плану
- К. Бекбердієв — роль другого плану
- Б. Бакіров — роль другого плану
- Асія Сулєєва — роль другого плану
- Жан Байжанбаєв — Кайрат Омарович

## Знімальна група
- Режисерка — Асія Сулєєва
- Сценаристи — Сергій Бодров, Асія Сулєєва
- Оператори — Аубакір Сулєєв, Болат Сулєєв
- Композитор — Тлес Кажгалієв
- Художник — Олександр Деріганов